# Palo Negro
Palo Negro es una ciudad venezolana, capital del municipio Libertador, en el estado Aragua. Está ubicada a unos 12 km al sur de Maracay. Su principal actividad económica gira en torno al sector industrial, con presencia de fábricas y pequeñas empresas manufactureras. Tenía una población para 2023 de 123 706 habitantes. Forma parte del área metropolitana de Maracay y está ubicada en las riberas del lago de Valencia. 

## Historia

### Etimología
Recibe su nombre al quemarse un Samán en la Hacienda «La Croquera» en la entrada a la población, esta fue erigida como parroquia eclesiástica cerca del año 1781. Para el Año de 1863 se funda el primer núcleo vecinal llamado «La Atascosa», luego se fueron formando movimientos o comités pro emancipación que buscaban la independencia del consejo municipal de Santiago Mariño, esta fue concedida el 23 de febrero de 1936 creándose entonces el municipio foráneo Palo Negro.

### Fundación y evolución del pueblo
La fundación de los diferentes sectores de Palo Negro se ha desarrollado a lo largo de los años de la siguiente manera:
- 1863 – La Atascosa
- 1939 – Ocumarito
- 1942 – Santa Ana
- 1961 – El Libertador
- 1965 – Diez de Diciembre
- 1973 – Primero de Mayo
- 1974 – La Arboleda
- 1979 – Lusan
- 1980 – El Orticeño
- 1981 – Los Naranjos
- 1983 – Urbanización Palo Negro
- 1984 – La Ovallera, Santa Rosalía y Ezequiel Zamora
- 1985 – Las Ánimas I
- 1986 – Las Ánimas II
- 1988 – Los Hornos
- 2000 – Base Aérea El Libertador (BAEL)

## Geografía
El Municipio Libertador limita por el municipio Santiago Mariño, desde el punto nidito, continuando por el camino vecinal de Coropo, colindante de la Base Aérea El Libertador hasta Camburito, y de allí en línea sinuosa y paralelamente al río Turmero hasta el Lago de Valencia. Por el sur limita con el municipio Zamora separados por el Caño Aparo, en medio de los Cerros Castillito, desde la Puerta Molinera hasta la desembocadura del Aparo. Por el Este limita con el municipio José Ángel Lamas, separados por la calle de Las Flores; (camino recto de San Luis), desde el nidito hasta la Puerta Molinera. Por el oeste limita con el Lago de Valencia, desde los vértices: desembocadero del río Turmero, al norte, y la boca Caño Aparo del sur.

### Relieve
Se encuentra ubicada entre la serranía del litoral y la serranía del Interior, formando la depresión del Lago de Valencia con planicies de tipo lacustrino y colinas bajas y redondeadas que facilitan la agricultura, además de la calidad de las tierras, con cultivos tales como bananos y caña de azúcar. En el municipio, el uso de los suelos lo constituye principalmente el área urbana de uso residencial. Otras áreas del Municipio son propiedad del Ministerio de la Defensa.

### Vegetación
En el municipio la mayoría del uso de los suelos, lo constituye lo urbano. Aproximadamente el 50 % es de uso residencial, extendiéndose desde su límite oeste (Av. Los Aviadores) y todo al norte del río Turmero. En las áreas restantes del este, el uso generalizado es la agricultura comercial con cultivos de caña de azúcar, bananos y yuca entre los principales. Los suelos de formación Aluvial, de alta capacidad de retención de humedad aprovechable, de infiltración restringida. Permeabilidad muy lenta, fertilidad mediana y texturas muy finas.

### Clima
Palo Negro posee un clima tropical, ya por la presencia de rayos solares en la región, la temperatura máxima que ha adquirido estos años es de 35 °C (95 °F) y la mínima de 15 °C (59 °F). La temperatura media máxima es de 31 °C (87 °F) y mínima media de 22 °C (71 °F).
| Parámetros climáticos promedio de Palo Negro | Parámetros climáticos promedio de Palo Negro | Parámetros climáticos promedio de Palo Negro | Parámetros climáticos promedio de Palo Negro | Parámetros climáticos promedio de Palo Negro | Parámetros climáticos promedio de Palo Negro | Parámetros climáticos promedio de Palo Negro | Parámetros climáticos promedio de Palo Negro | Parámetros climáticos promedio de Palo Negro | Parámetros climáticos promedio de Palo Negro | Parámetros climáticos promedio de Palo Negro | Parámetros climáticos promedio de Palo Negro | Parámetros climáticos promedio de Palo Negro | Parámetros climáticos promedio de Palo Negro |
| Mes                                          | Ene.                                         | Feb.                                         | Mar.                                         | Abr.                                         | May.                                         | Jun.                                         | Jul.                                         | Ago.                                         | Sep.                                         | Oct.                                         | Nov.                                         | Dic.                                         | Anual                                        |
| -------------------------------------------- | -------------------------------------------- | -------------------------------------------- | -------------------------------------------- | -------------------------------------------- | -------------------------------------------- | -------------------------------------------- | -------------------------------------------- | -------------------------------------------- | -------------------------------------------- | -------------------------------------------- | -------------------------------------------- | -------------------------------------------- | -------------------------------------------- |
| Temp. máx. abs. (°C)                         | 29                                           | 32                                           | 33                                           | 34                                           | 31                                           | 32                                           | 31                                           | 30                                           | 32                                           | 30                                           | 33                                           | 27                                           | 30                                           |
| Temp. máx. media (°C)                        | 26.4                                         | 28.3                                         | 31.8                                         | 33.5                                         | 28                                           | 28.3                                         | 30                                           | 27                                           | 29.4                                         | 31.3                                         | 32                                           | 26                                           | 28                                           |
| Temp. media (°C)                             | 23                                           | 27                                           | 28                                           | 30                                           | 28.3                                         | 25.4                                         | 26.4                                         | 24                                           | 26.1                                         | 27.1                                         | 27.2                                         | 23                                           | 25                                           |
| Temp. mín. media (°C)                        | 14.8                                         | 15                                           | 19                                           | 21                                           | 19.6                                         | 19                                           | 19                                           | 18.8                                         | 19                                           | 17.7                                         | 20                                           | 16                                           | 17.2                                         |
| Temp. mín. abs. (°C)                         | 6                                            | 7                                            | 10                                           | 13                                           | 11                                           | 10                                           | 10                                           | 11                                           | 11                                           | 10                                           | 12                                           | 8                                            | 9                                            |
| Precipitación total (mm)                     | 2                                            | 1                                            | 0                                            | 12                                           | 150                                          | 185                                          | 125                                          | 310                                          | 123                                          | 110                                          | 104                                          | 60                                           | 1182                                         |
| Días de lluvias (≥ )                         | 1                                            | 1                                            | 0                                            | 2                                            | 3                                            | 12                                           | 13                                           | 29                                           | 19                                           | 18                                           | 12                                           | 5                                            | 95                                           |
| Humedad relativa (%)                         | 75                                           | 82                                           | 59                                           | 34                                           | 80                                           | 77                                           | 79                                           | 100                                          | 95                                           | 81                                           | 63                                           | 98                                           | 86                                           |
| Fuente: Weatherbase 2016                     |                                              |                                              |                                              |                                              |                                              |                                              |                                              |                                              |                                              |                                              |                                              |                                              |                                              |

#### Registros Climáticos
- El 8 de agosto de 2015, se presentaron diversas tormentas eléctricas muy fuertes sobre el Municipio Libertador que dio lugar así fuertes vientos de aproximadamente 70 km/h, lluvias de larga duración y caída de granizo afectando la zona verde de la localidad como árboles rotos, inundaciones, voladura de techos, daños subterráneos, etc.

- Los días 11, 12, 16 de enero de 2017 se presentaron bajas temperaturas en todo el país haciéndose más presente en las zonas andinas y regiones montañosas de la cordillera de la costa, sin embargo, en Palo Negro tuvo temperaturas mínimas de 13 °C y máximas de 26 °C, convirtiendo estos días como unos de los días más fríos y templados de la historia del pueblo.

- En las temporadas de lluvia, el 16 de agosto de 2017, Palo Negro obtuvo una de las temperaturas diurnas más frías de la historia del Municipio Libertador, llegando a marcar a las 12:00 p. m. del mediodía (que es la parte del día más caliente) 21 °C en un bajón brusco, sin embargo, la temperatura aumentó en la noche y madrugada con 23 °C.

- En abril de 2017 se marcaron temperaturas altas llegando a alcanzar 35 °C de temperatura y de sensación térmica 40 °C. Esto se debe ya que en abril es el más cálido de Venezuela y por ende el sol incide perpendicularmente al país.

## Hidrografía

### Río Aragua
- Mayor curso de los valles, nacientes de las serranías del Municipio Santiago Mariño, Cordillera de la Costa.
- En verano es de aguas escasas y altamente contaminadas.

### Canales
- Dos corrientes artificiales con sus ramales secundarios, entran también en el municipio libertador.

### Caño Aparo
- Nace de las infiltraciones del embalse de Taiguaiguai.
- Su recorrido dentro del municipio es de 8.845 metros.

### Lago de Tacarigua
- Baño de la totalidad del límite oeste.
- Pesca de subsistencia y deportiva.
- Mediante la concreción real de los proyectos de tratamientos naturalistas y tecnológicos.

## Economía
La evolución de la actividad económica en Palo Negro y el municipio Libertador puede organizarse cronológicamente en cuatro períodos, cada uno con características diferenciadas:
- Primer período (1863–1910): La agricultura era de subsistencia, utilizada principalmente para el consumo local. Durante este tiempo se consolidó el nombre de Palo Negro como referencia geográfica.
- Segundo período (1910–1936): La agricultura se mantuvo estable, mientras que la ganadería comenzó a disminuir hacia el final del período. La actividad comercial era limitada y se centraba principalmente en productos artesanales. También comenzó el desarrollo urbano y se establecieron las bases administrativas del municipio.
- Tercer período (1936–1958): Con la introducción de servicios públicos, se impulsó la agricultura a mayor escala. La ganadería se adaptó mejor a las condiciones de la zona.
- Cuarto período (1958–1990): El crecimiento demográfico urbano influyó negativamente en el sector agropecuario. Se iniciaron procesos de industrialización incipiente, mientras que el comercio y los empleos públicos comenzaron a generar mayores ingresos para la población trabajadora y el fisco local.

### Actividades económicas por sector

#### Sector primario
Este sector está representado principalmente por la agricultura y, en menor medida, por la ganadería. La producción ganadera del municipio incluía dos vaqueras, tres criaderos de ganado, dos granjas avícolas, tres fincas dedicadas al cultivo de forraje y una planta procesadora de pollos.

#### Sector secundario
La actividad industrial en el municipio ha sido limitada. A pesar del potencial que tiene para generar empleo y recursos fiscales, no se ha desarrollado un plan de ordenamiento que promueva un crecimiento industrial sostenido.

#### Sector terciario
Los principales servicios disponibles en el municipio incluyen transporte, telefonía y abastecimiento de agua. El transporte público es ofrecido por diversas cooperativas como Unión Maracay, Unión Turmero, Unión Palo Negro, Unión Santa Rita y Unión Los Hornos. La zona comercial se concentra alrededor de la Plaza Bolívar de Palo Negro, donde también se encuentran entidades bancarias como Unibanca, Banco de Venezuela y Corpbanca.

### Producción agrícola (1989–1990)
- Cambur: Cultivado en sectores como San Luis, Tacarigua, Mamón Macho y Las Vegas, con una producción estimada de 60.000 kilogramos por hectárea al año.
- Caña de azúcar: Ocupa alrededor de 1.100 hectáreas, con una producción de 95 toneladas por hectárea.
- Maíz: En 1989, se reportó una producción estimada de 2,5 millones de kilogramos de semillas seleccionadas.
- Cebolla: La producción fue considerada limitada por los agricultores locales.